# Triola

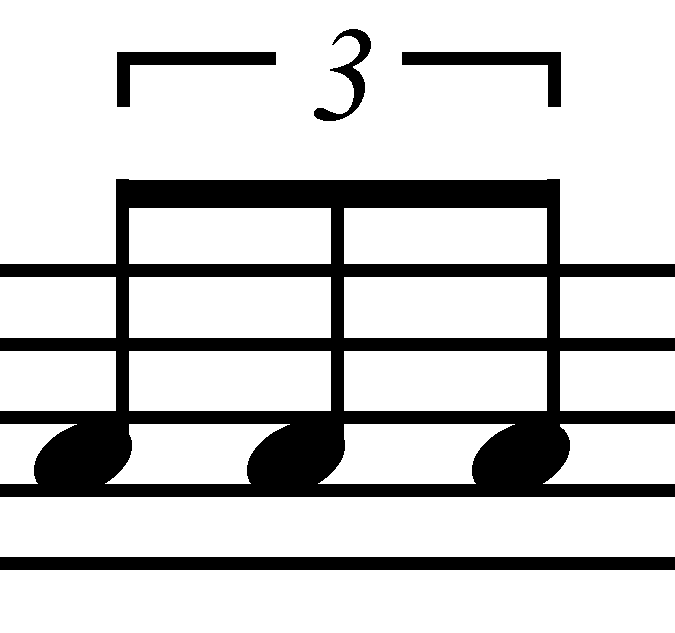
Zapis trioli ósemkowej na pięciolinii

Triola – figura rytmiczna złożona z trzech wartości; występuje w podziale dwudzielnej wartości rytmicznej, dzieląc ją  na trzy równe części. Jest to tzw. nieregularny podział wartości rytmicznych.
W nutach są różne sposoby zapisywania trioli, aczkolwiek najczęściej triola oznaczana jest cyfrą 3 umieszczaną nad lub pod grupą. W zależności od wartości rytmicznych, jakie wchodzą w skład trójki, występuje triola ćwierćnutowa, ósemkowa, szesnastkowa, itd.
Najczęściej triola występuje jako pojedyncza figura, powodując wówczas wrażenie chwilowego zachwiania rytmicznego.